# Discografia lui Janet Jackson

## Albume
| An                   | Titlu                                                       | Poziția maximă   | Poziția maximă   | Poziția maximă   | Poziția maximă   | Poziția maximă   | Poziția maximă   | Poziția maximă   | Poziția maximă   | Poziția maximă   | Poziția maximă   | Poziția maximă   | Poziția maximă   | Vânzări                             |                  |
| An                   | Titlu                                                       | SUA              | R&B              | CAN              | UK               | GER              | ELV              | FRA              | SUE              | OLA              | AUS              | NZL              | JAP              | Vânzări                             |                  |
| Albume de studio     | Albume de studio                                            | Albume de studio | Albume de studio | Albume de studio | Albume de studio | Albume de studio | Albume de studio | Albume de studio | Albume de studio | Albume de studio | Albume de studio | Albume de studio | Albume de studio | Albume de studio                    | Albume de studio |
| -------------------- | ----------------------------------------------------------- | ---------------- | ---------------- | ---------------- | ---------------- | ---------------- | ---------------- | ---------------- | ---------------- | ---------------- | ---------------- | ---------------- | ---------------- | ----------------------------------- | ---------------- |
| 1982                 | Janet Jackson - Disponibil pe: Casetă audio, CD             | 63               | 6                | —                | —                | —                | —                | —                | —                | —                | —                | 44               | —                | - S.U.A.: 250.000                   |                  |
| 1984                 | Dream Street - Disponibil pe: Casetă audio, CD              | 147              | 17               | —                | —                | —                | —                | —                | —                | —                | —                | —                | —                | - S.U.A.: 200.000                   |                  |
| 1986                 | Control - Disponibil pe: Casetă audio, CD                   | 1                | 1                | 16               | 8                | 36               | 28               | —                | 47               | 5                | 25               | 5                | 82               | - : +10 milioane                    |                  |
| 1989                 | Rhythm Nation 1814 - Disponibil pe: Casetă audio, CD        | 1                | 1                | 7                | 4                | 39               | 23               | —                | 24               | 19               | 1                | 9                | 8                | - : +14 milioane                    |                  |
| 1993                 | janet. - Disponibil pe: Casetă audio, CD                    | 1                | 1                | 1                | 1                | 5                | 10               | 16               | 5                | 5                | 1                | 1                | 5                | - : +20 milioane                    |                  |
| 1997                 | The Velvet Rope - Disponibil pe: Casetă audio, CD           | 1                | 2                | 2                | 6                | 5                | 5                | 5                | 4                | 3                | 4                | 8                | 10               | - : +8 milioane                     |                  |
| 2001                 | All for You - Disponibil pe: Casetă audio, CD               | 1                | 1                | 1                | 2                | 3                | 2                | 2                | 4                | 4                | 3                | 6                | 4                | - : +6,5 milioane                   |                  |
| 2004                 | Damita Jo - Disponibil pe: CD                               | 2                | 2                | 7                | 32               | 21               | 34               | 35               | 43               | 23               | 18               | 50               | 10               | - : +2 milioane                     |                  |
| 2006                 | 20 Y.O. - Disponibil pe: CD                                 | 2                | 1                | 4                | 63               | 46               | 35               | 32               | 57               | 34               | 55               | —                | 7                | - : +1 milioane                     |                  |
| 2008                 | Discipline - Disponibil pe: CD                              | 1                | 1                | 3                | 63               | 38               | 9                | 43               | 54               | 28               | 16               | 35               | 9                | - : +446.000 - : 10.000 - : 100.000 |                  |
| 2008                 | Al unsprezecelea album - Disponibil pe: Casetă audio, CD    | Va fi anunțat.   | Va fi anunțat.   | Va fi anunțat.   | Va fi anunțat.   | Va fi anunțat.   | Va fi anunțat.   | Va fi anunțat.   | Va fi anunțat.   | Va fi anunțat.   | Va fi anunțat.   | Va fi anunțat.   | Va fi anunțat.   | Va fi anunțat.                      |                  |
| Albume de compilație |                                                             |                  |                  |                  |                  |                  |                  |                  |                  |                  |                  |                  |                  |                                     |                  |
| 1995                 | Design of a Decade - Disponibil pe: CD, descărcare digitală | 3                | 4                | 5                | 2                | 10               | 6                | 2                | 14               | 11               | 2                | 1                | 4                | - SUA:                              |                  |

## Discuri single
| Anul                 | Single                                                                | Poziția maximă | Poziția maximă | Poziția maximă | Poziția maximă | Poziția maximă | Poziția maximă | Poziția maximă | Poziția maximă | Poziția maximă | Poziția maximă | Poziția maximă | Poziția maximă | Album                          |
| Anul                 | Single                                                                | S.U.A.         | S.U.A. R&B     | S.U.A. Dance   | CAN            | UK             | IRL            | GER            | ELV            | FLA            | OLA            | AUS            | NZL            | Album                          |
| -------------------- | --------------------------------------------------------------------- | -------------- | -------------- | -------------- | -------------- | -------------- | -------------- | -------------- | -------------- | -------------- | -------------- | -------------- | -------------- | ------------------------------ |
| 1982                 | „Young Love”                                                          | 64             | 6              | —              | —              | —              | —              | —              | —              | —              | —              | —              | 16             | Janet Jackson                  |
| 1983                 | „Come Give Your Love to Me”                                           | 58             | 17             | 30             | —              | —              | —              | —              | —              | —              | —              | —              | —              | Janet Jackson                  |
| 1983                 | „Say You Do”                                                          | —              | 15             | 11             | —              | —              | —              | —              | —              | —              | —              | —              | —              | Janet Jackson                  |
| 1983                 | „Love and My Best Friend”                                             | —              | —              | —              | —              | —              | —              | —              | —              | —              | —              | —              | —              | Janet Jackson                  |
| 1983                 | „Don't Mess Up This Good Thing”                                       | —              | —              | —              | —              | —              | —              | —              | —              | —              | —              | —              | —              | Janet Jackson                  |
| 1984                 | „Don't Stand Another Chance”                                          | 101            | 9              | 23             | —              | —              | —              | —              | —              | —              | —              | —              | —              | Dream Street                   |
| 1984                 | „Fast Girls”                                                          | —              | 40             | —              | —              | —              | —              | —              | —              | —              | —              | —              | —              | Dream Street                   |
| 1985                 | „Two to the Power of Love” (în colaborare cu Cliff Richard)           | —              | —              | —              | —              | 83             | —              | —              | —              | —              | —              | —              | —              | Dream Street                   |
| 1985                 | „Dream Street”                                                        | —              | —              | —              | —              | —              | —              | —              | —              | —              | —              | —              | —              | Dream Street                   |
| 1985                 | „Start Anew”                                                          | —              | —              | —              | —              | —              | —              | —              | —              | —              | —              | —              | —              | Dream Street                   |
| 1986                 | „What Have You Done for Me Lately”                                    | 4              | 1              | 2              | 2              | 3              | 10             | 8              | 9              | 7              | 3              | 6              | 27             | Control                        |
| 1986                 | „Nasty”                                                               | 3              | 1              | 2              | 3              | 19             | 20             | 9              | 8              | 4              | 5              | 17             | 8              | Control                        |
| 1986                 | „When I Think of You”                                                 | 1              | 1              | 2              | 15             | 10             | 10             | 36             | —              | 8              | 2              | 53             | 23             | Control                        |
| 1987                 | „Control”                                                             | 5              | 1              | 1              | 20             | 42             | —              | —              | —              | 20             | 9              | 82             | 16             | Control                        |
| 1987                 | „Let's Wait Awhile”                                                   | 2              | 1              | —              | 14             | 3              | 4              | 34             | 27             | 15             | 14             | 21             | 26             | Control                        |
| 1987                 | „The Pleasure Principle”                                              | 14             | 1              | 1              | —              | 24             | 23             | —              | —              | 17             | 25             | 50             | 37             | Control                        |
| 1987                 | „Funny How Time Flies”                                                | —              | —              | —              | —              | 59             | 24             | —              | —              | —              | —              | —              | —              | Control                        |
| 1989                 | „Miss You Much”                                                       | 1              | 1              | 1              | 1              | 22             | 22             | 16             | 20             | 21             | 15             | 12             | 2              | Rhythm Nation 1814             |
| 1989                 | „Rhythm Nation”                                                       | 2              | 1              | 1              | 2              | 23             | 19             | 83             | 22             | 24             | 9              | 56             | 17             | Rhythm Nation 1814             |
| 1990                 | „Escapade”                                                            | 1              | 1              | 1              | 3              | 17             | 21             | 17             | —              | 11             | 17             | 25             | 15             | Rhythm Nation 1814             |
| 1990                 | „Alright”                                                             | 4              | 2              | 1              | 7              | 20             | 14             | 43             | —              | 29             | 35             | —              | 28             | Rhythm Nation 1814             |
| 1990                 | „Come Back to Me”                                                     | 2              | 2              | —              | 27             | 20             | 21             | —              | —              | —              | —              | 79             | —              | Rhythm Nation 1814             |
| 1990                 | „Black Cat”                                                           | 1              | 10             | 17             | 9              | 15             | 11             | 34             | 10             | 33             | 18             | 6              | 25             | Rhythm Nation 1814             |
| 1991                 | „Love Will Never Do (Without You)”                                    | 1              | 3              | 4              | —              | 34             | 22             | —              | —              | —              | 32             | 14             | 27             | Rhythm Nation 1814             |
| 1991                 | „State of the World”[A]                                               | 5              | —              | 9              | —              | —              | —              | —              | —              | —              | —              | 94             | —              | Rhythm Nation 1814             |
| 1993                 | „That's the Way Love Goes”                                            | 1              | 1              | 1              | 1              | 2              | 7              | 9              | 11             | 12             | 7              | 1              | 2              | janet.                         |
| 1993                 | „If”                                                                  | 4              | 3              | 1              | 1              | 14             | —              | 25             | 27             | 31             | 10             | 18             | 8              | janet.                         |
| 1993                 | „Again”                                                               | 1              | 7              | —              | —              | 6              | 12             | 29             | 20             | 31             | 20             | 19             | 13             | janet.                         |
| 1994                 | „Because of Love”                                                     | 10             | 9              | 4              | —              | 19             | —              | 72             | —              | —              | 39             | 25             | 23             | janet.                         |
| 1994                 | „Any Time, Any Place”                                                 | 2              | 1              | —              | 6              | 13             | —              | —              | —              | —              | —              | 37             | 20             | janet.                         |
| 1994                 | „Throb”[A]                                                            | 66             | —              | 2              | —              | —              | —              | —              | —              | —              | —              | —              | —              | janet.                         |
| 1994                 | „You Want This”                                                       | 8              | 9              | 9              | —              | 14             | —              | 90             | —              | —              | 37             | 16             | 11             | janet.                         |
| 1995                 | „Whoops Now”[B]                                                       | —              | —              | —              | —              | 9              | 16             | 11             | 15             | 35             | 38             | 49             | 1              | janet.                         |
| 1995                 | „What'll I Do”[B][C]                                                  | —              | —              | —              | —              | 9              | 16             | 11             | 15             | 35             | 38             | 49             | 1              | janet.                         |
| 1995                 | „Runaway”                                                             | 3              | 6              | 8              | 1              | 6              | 10             | 39             | 24             | 41             | 28             | 8              | 3              | Design of a Decade             |
| 1996                 | „Twenty Foreplay”[A]                                                  | —              | 32             | —              | —              | 22             | —              | 74             | —              | —              | 41             | 29             | 37             | Design of a Decade             |
| 1997                 | „Got 'Til It's Gone”[A] (în colaborare cu Joni Mitchell și Q-Tip)     | 36             | 3              | 6              | —              | 6              | 16             | 17             | 11             | 23             | 9              | 10             | 4              | The Velvet Rope                |
| 1997                 | „Together Again”                                                      | 1              | 8              | 1              | 2              | 4              | 4              | 2              | 2              | 2              | 1              | 4              | 5              | The Velvet Rope                |
| 1998                 | „I Get Lonely” (în colaborare cu Blackstreet)                         | 3              | 1              | 10             | 18             | 5              | —              | 75             | 41             | 20             | —              | 21             | 6              | The Velvet Rope                |
| 1998                 | „Go Deep”[A]                                                          | 28             | 11             | 1              | 9              | 13             | —              | 72             | —              | —              | 54             | 39             | 13             | The Velvet Rope                |
| 1998                 | „You”[D]                                                              | —              | —              | —              | —              | —              | —              | —              | —              | —              | —              | —              | —              | The Velvet Rope                |
| 1998                 | „Every Time”                                                          | 125            | —              | —              | —              | 46             | —              | 67             | —              | —              | 38             | 52             | 34             | The Velvet Rope                |
| 2000                 | „Doesn't Really Matter”                                               | 1              | 3              | —              | 6              | 5              | 21             | 23             | 17             | 28             | 15             | 28             | 27             | All for You                    |
| 2001                 | „All for You”                                                         | 1              | 1              | 1              | 1              | 3              | 15             | 16             | 7              | 8              | 15             | 5              | 2              | All for You                    |
| 2001                 | „Someone to Call My Lover”                                            | 3              | 11             | 1              | 9              | 11             | 23             | 65             | 42             | 32             | 46             | 15             | 18             | All for You                    |
| 2002                 | „Son of a Gun” (în colaborare cu Missy Elliott și Carly Simon)        | 28             | 26             | 7              | —              | 13             | 21             | 65             | 56             | 20             | —              | —              | 49             | All for You                    |
| 2002                 | „Come On Get Up”[D]                                                   | —              | —              | —              | —              | —              | —              | —              | —              | —              | —              | —              | —              | All for You                    |
| 2004                 | „Just a Little While”                                                 | 45             | —              | 1              | 3              | 15             | —              | 54             | 37             | 44             | 43             | 20             | —              | Damita Jo                      |
| 2004                 | „I Want You”[E]                                                       | 57             | 18             | —              | —              | 19             | —              | —              | —              | 21             | —              | 24             | —              | Damita Jo                      |
| 2004                 | „All Nite (Don't Stop)”[E]                                            | 119            | 90             | 1              | —              | 19             | 26             | 48             | 76             | 21             | 35             | 24             | 39             | Damita Jo                      |
| 2004                 | „R&B Junkie”                                                          | —              | 101            | —              | —              | —              | —              | —              | —              | —              | —              | —              | —              | Damita Jo                      |
| 2006                 | „Call On Me” (în colaborare cu Nelly)                                 | 25             | 1              | 2              | —              | 18             | 20             | 45             | 43             | —              | —              | —              | 11             | 20 Y.O.                        |
| 2006                 | „So Excited” (în colaborare cu Khia)                                  | 90             | 34             | 1              | —              | —              | —              | —              | —              | —              | —              | —              | —              | 20 Y.O.                        |
| 2006                 | „Enjoy”                                                               | —              | —              | —              | —              | —              | —              | —              | —              | —              | —              | —              | —              | 20 Y.O.                        |
| 2006                 | „With U”                                                              | —              | 65             | —              | —              | —              | —              | —              | —              | —              | —              | —              | —              | 20 Y.O.                        |
| 2007                 | „Feedback”                                                            | 19             | 39             | 1              | 3              | —              | 32             | 40             | 51             | 19             | 51             | 50             | 17             | Discipline                     |
| 2008                 | „Rock with U”                                                         | 121            | 114            | 20             | —              | —              | —              | —              | —              | —              | —              | —              | —              | Discipline                     |
| 2008                 | „Luv”                                                                 | 102            | 34             | —              | —              | —              | —              | —              | —              | —              | —              | —              | —              | Discipline                     |
| 2008                 | „Can't B Good”                                                        | —              | 76             | —              | —              | —              | —              | —              | —              | —              | —              | —              | —              | Discipline                     |
| Discuri promoționale |                                                                       |                |                |                |                |                |                |                |                |                |                |                |                |                                |
| 2003                 | „Janet Megamix 04”                                                    | —              | —              | 3              | —              | —              | —              | —              | —              | —              | —              | —              | —              | Damita Jo                      |
| Colaborări           |                                                                       |                |                |                |                |                |                |                |                |                |                |                |                |                                |
| 1987                 | „Diamonds”[F] (în colaborare cu Herb Alpert și Lisa Keith)            | 5              | 1              | 1              | 10             | 27             | 28             | 15             | 23             | 4              | —              | —              | 31             | Keep Your Eye on Me            |
| 1992                 | „The Best Things in Life Are Free” (în colaborare cu Luther Vandross) | 10             | 1              | 3              | 4              | 2              | 6              | 8              | 32             | —              | 20             | 2              | 6              | Mo' Money                      |
| 1995                 | „Scream” (în colaborare cu Michael Jackson)                           | 5              | 2              | 1              | 5              | 3              | 6              | 8              | 3              | 5              | —              | 2              | 1              | HIStory                        |
| 1998                 | „Luv Me, Luv Me” (în colaborare cu Shaggy)                            | 76             | 22             | —              | —              | 5              | —              | 36             | 13             | 15             | 24             | 10             | 34             | How Stella Got Her Groove Back |
| 1999                 | „What's It Gonna Be?!” (în colaborare cu Busta Rhymes)                | 3              | 1              | —              | 21             | 6              | 42             | —              | 41             | —              | 29             | 65             | 7              | Extinction Level Event         |
| 1999                 | „Girlfriend/Boyfriend” (în colaborare cu Blackstreet)                 | 47             | 17             | —              | —              | 11             | —              | 98             | —              | —              | 41             | 16             | 12             | Finally                        |
| 1999                 | „I Know The Truth” (în colaborare cu Elton John)                      | —              | —              | —              | —              | —              | —              | —              | —              | —              | —              | —              | —              | Elton John & Tim Rice's AIDA   |
| 2002                 | „Feel It Boy” (în colaborare cu Beenie Man)                           | 28             | 31             | —              | 15             | 9              | —              | 72             | 40             | 44             | 33             | 18             | 12             | Tropical Storm                 |
| 2005                 | „Don't Worry” (în colaborare cu Chingy)                               | —              | 60             | —              | —              | —              | —              | —              | —              | —              | —              | —              | —              | PowerBallin                    |

Note
- A ^ Cântecele nu au primit o lansare în format compact disc în Statele Unite ale Americii. În acea perioadă piesele promovate doar cu ajutorul difuzărilor primite din partea posturilor de radio nefiind incluse în ierarhia Billboard Hot 100. Poziționările notate în tabel reprezintă clasările obținute în Billboard Hot Airplay/Radio Songs (în coloana Billboard Hot 100) și Billboard Hot R&B/Hip-Hop Airplay (în coloana corespunzătoare clasamentului Billboard Hot R&B/hip-Hop Songs).
- B „Whoops Now” și „What'll I Do” au fost lansate ca single dublu la nivel mondial (Exceptând S.U.A. și Canada).
- C ^ „What'll I Do” a fost lansat și separtat doar în Australia, unde a câștigat locul 14.
- D ^ Lansat ca disc single doar în Japonia.
- E ^ I Want You și All Nite (Don't Stop) au fost lansate ca single dublu în anumite teritorii.
- F ^ „Diamonds” este creditată ca înregistrare a lui Herb Albert, nefiind adăugată la statisticile oficiale ale lui Jackson.